# Otro mundo (creencia)

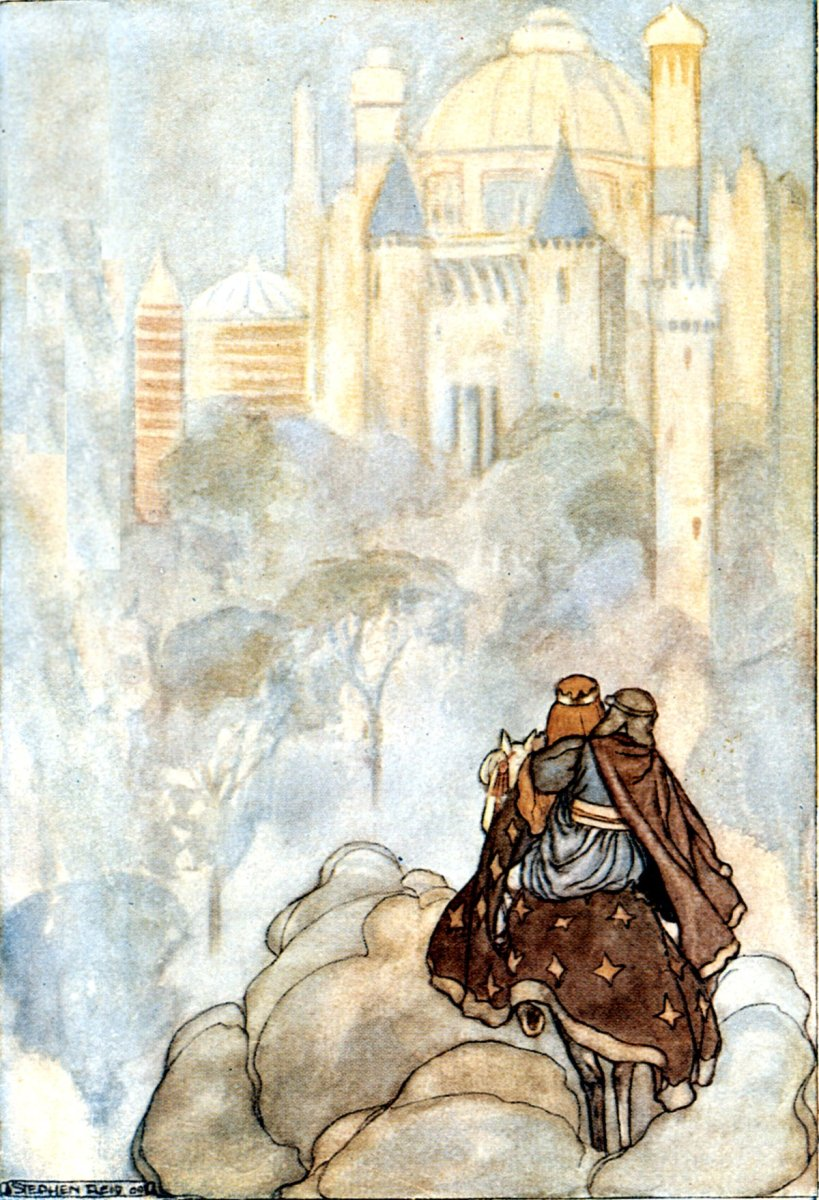
Ilustración que representa el otro mundo en la mitología celta, de Stephen Reid, en Las hazañas de Finn (1910), de T. W. Rolleston.

El otro mundo o el más allá, es un concepto religioso surgido de la mitología comparativa asociado a la histórica religión protoindoeuropea. El término es un calco semántico procedente del latín orbis alius («otro mundo/Tierra»), usado por el poeta romano Lucano en su descripción del Otro Mundo celta. De aquí derivan otherworld en inglés, oltremondo en italiano o jenseits en alemán.
Varios conceptos religiosos, mitológicos o metafísicos (como el reino de seres sobrenaturales y el reino de los muertos) son comparables en culturas de todo el mundo.
Mientras que este mundo abarca la totalidad de todos los fenómenos que obedecen a las leyes de la naturaleza, el otro mundo representa un reino de supernaturalismo, en el que se sitúan los Dioses o mundos de los espíritus de las diversas religiones. La realidad de la naturaleza (en griego physis) se utiliza a menudo como sinónimo del aquí y ahora, y el mundo de los espíritus (psique) se asocia en consecuencia con el más allá.
Este punto de vista se contrapone a consideraciones filosóficas y científicas que prácticamente invierten los juicios anteriores, como la Revalorización de todos los valores de Nietzsche o Más allá del bien y del mal'. En consecuencia, el aquí y ahora caracteriza un estado psicopatogénico de la conciencia que juzga su propio comportamiento y el de todas las demás personas según las ideas religiosamente ancladas del bien y del mal y, por tanto, es incapaz de percibir adecuadamente las leyes de la realidad natural (físico de otro mundo).

## Localización

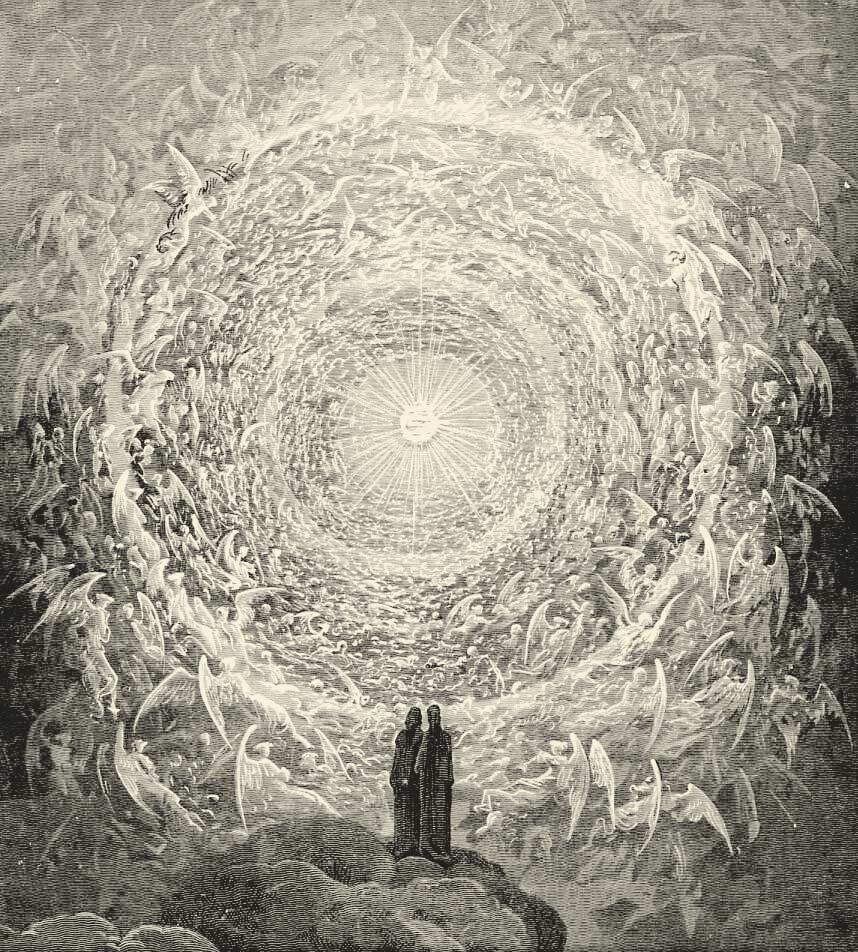
Dante y Beatrice contemplan la parte más alta del cielo; ilustración de Gustave Doré.

La vida después de la muerte puede entenderse en un sentido espacial, como un área en la que viven uno o más dioses o seres espirituales (como las almas de los difuntos, posiblemente también los aún no nacidos), o tener un significado que pone el énfasis más en el factor tiempo. Tomado en este sentido, significa, por ejemplo, el período limitado de tiempo que las almas o espíritus tienen desde el final de su existencia físicamente mensurable - como la vida después de la muerte. Esto dura hasta que renacen como castigo (doctrina de la reencarnación, alternativamente al infierno) o entran en la eternidad como recompensa, es decir, una existencia atemporal más allá de toda causalidad, todo devenir-desaparición. De esto trata el Nirvana en la India, el Empyreum de Dios en el Occidente cristiano y la causa primera de todo en la filosofía.
La vida después de la muerte se define y describe de forma diferente en los mitos, religiones y movimientos filosóficos de la historia de la humanidad. Es bastante típico que los dioses poderosos de las religiones se consideren seres espirituales nobles que además tienen la visión de conjunto más completa (hasta la omnisciencia), por lo que se piensa que residen arriba (maximizados hasta el imperio del cielo), mientras que a los dioses depuestos o caídos se les llama demonios o diablos y están jerárquicamente en casa, abajo. Este dualismo bien-mal caracteriza muchas concepciones del más allá, en la medida en que se trata de superlativos divino-demoníacos de comportamientos o juicios de valor muy humanos o incluso «demasiado humanos».
La vida después de la muerte también suele referirse a ciertos lugares de la Tierra inaccesibles o de difícil acceso, por ejemplo, la montaña, las cuevas, los bosques y otras zonas tabú o santuario que se consideran morada de algunos dioses. Según otras tradiciones, el más allá se encuentra en un inframundo sobrenatural, un reino de los muertos situado en las profundidades de la tierra, o incluso «arriba» en el cielo, por lo que estos términos suelen entenderse como hechos concretos. Es más raro que se utilicen con el propósito de la descripción metafórica de un estado de conciencia que conduce al más allá de lo que puede pensarse y experimentarse en la vida cotidiana.
Por ejemplo, algunas enseñanzas señalan que el más allá sólo puede encontrarse dentro del ser humano (metafóricamente: con el «corazón») y que, por tanto, el alma también se encuentra allí. Así, las ideas que apuntan a una vida después de la muerte «espacio-temporal» se completan o sustituyen por otra, según la cual no parece necesario tener que bendecir primero lo temporal -como se dice- antes de que el reino de los cielos sea accesible, puesto que está en la tierra, pero dentro. Ocurre lo mismo con el infierno: ya tiene lugar en la vida cotidiana en la tierra, pero está causado por el hecho de que el reino interior de los cielos ha sido cerrado al ego por ciertos acontecimientos -el cuerpo se convierte en la mazmorra o incluso en la tumba del alma-.
Por ejemplo, Jesús de Nazaret parece haber equiparado a los niños sanos con un reino de los cielos terrenal, también en el sentido de que es posible bloquear su acceso interior a lo más elevado de los seres espirituales, que es un requisito previo para su comportamiento: ¡Ay de los que les roban la llave! Serán ahogados con una piedra de molino al cuello en las profundidades del mar (Lucas 17:2).

## Reconstrucción indo-europea
Muchas mitologías de tipo indo-europea comparten la creencia de alguna forma de otro mundo más allá de la muerte, y en muchos casos como en las mitologías persas, griegas, germanas, celtas o eslavas se deben cruzar unas aguas (generalmente un río) para acceder a él, siendo las almas guiadas por un hombre mayor. En la mitología griega las aguas de este río lavaban los pecados y los recuerdos mientras que en los mitos celtas y germánicos las aguas representan la inmersión en la sabiduría, sugiriendo que mientras los recuerdos del difunto están lavándose hubiese un bebedor de las aguas que obtendría inspiración de ellas. El alma viajera generalmente encuentra un perro guardián en la entrada al otro mundo. Son ejemplos el griego Cerbero, el can de tres cabezas de Hades, y el hindú sarvarā (सर्वरा), uno de los perros de Yama, cuyos nombres quizá deriven de ḱerberos («moteado»), de origen indo-europeo.
El otro mundo se describe de maneras diferentes según la mitología, incluyendo prados, islas o edificios, lo cual hace difícil averiguar cómo se imaginaba el otro mundo en la religión original protoindoeuropea. Sí que se sabe de la existencia del mitema de los mellizos divinos, pues Yemo era el gobernante de los muertos y su gemelo Manu, el primer hombre.

### Persa
El puente Cinvat (en avéstico Cinvatô Peretûm, «puente del juicio» o «puente de vigas»), o también el Puente del Requiter en el zoroastrismo es el puente que separa el mundo de los vivos del de los muertos. Todas las almas deben cruzar el puente al morir. Dos canes con cuatro ojos cada uno guardan al final del puente. Un mito relacionado es el de Yama, el gobernante hindú de los infiernos, quién custodia las puertas de Infierno con su dos canes de cuatro ojos.

### Celta
Muchas historias immram y otros textos medievales proporcionan evidencia de una creencia celta en el otro mundo, como El viaje de san Brandán. Otro ejemplo clásico de un «más allá» celta es el Viaje de Bran (en celta, Bran mac febal).  Dado que la vida de los celtas está muy relacionada con el mar y con el clima frío y húmedo de Europa del norte, el otro mundo es a menudo retratado como una isla al oeste de Irlanda, según la tradición oral e incluso aparece en algunos mapas de la época medieval. El otro mundo celta se sincretizó con las creencias cristianas de cielo e infierno, al igual que el árbol mundial escandinavo. Un ejemplo de influencia escandinava es la aparición en el Viaje de San Brandán de Lasconius, un análogo de la serpiente mitológica escandinava Jörmundgander.
En la mitología celta, los animales del otro mundo son rojos y blancos, colores que todavía hoy en día son símbolos religiosos y políticos.

### Germánico
Al igual que en la mitología celta, en la mitología germánica las manzanas se asocian al otro mundo. En la tradición mitológica escandinava se mencionan localizaciones como en la mitología irlandesa; aun así, a diferencia de esta hubo intentos de localizarlos en un mapa. En los libros de la Edda se nombran muchas ubicaciones incluyendo el hogar de los dioses como el de Odin en Valhalla o de Ullr en Ydalar. El Gylfaginning y el poema noruego Draumkvaede relatan viajes hacia el otro mundo.

### Eslavo
Los protoeslavos creían en un lugar mítico donde los pájaros volaban al caer el invierno y donde las almas iban después de la muerte: el reino de Vyraj, y era a menudo identificado como el paraíso. También creían que la primavera venía a la Tierra desde Vyraj. Las puertas de Vyraj detenían a los mortales antes de entrar y eran guardadas por Veles, quien a veces tomaba la forma animal de Raróg, llevando en sus garras las llaves al otro mundo. Vyraj estaba ligado al dios eslavo Rod que vivía allende el mar, al final de la Vía Láctea. Era normalmente imaginado como un jardín en la corona del árbol cósmico. En las ramas anidaban las aves, que eran identificadas como las almas humanas. Cuándo las poblaciones eslavas gradualmente se convirtieron al cristianismo (véase: Cristianización de la Rus de Kiev), surgió una nueva versión de esta creencia, en la que había dos reinos: uno análogo al mito original, un sitio celestial donde anidaban los pájaros, y el otro un inframundo plagado de culebras y zmeys (dragón eslavo), asociado al infierno cristiano. Esta variante guarda muchas semejanzas con Nav, otra representación eslava del inframundo.

### Greco-romano
En la mitología greco-romana, el hogar de los dioses era el monte Olimpo (Grecia) mientras que las almas viajaban al inframundo o a las Islas Afortunadas tras morir.

## Esoterismo
Según el esotérico Según las tradiciones esoteristas de diversas culturas, el hombre posee una multitud de «vehículos físicos» diferenciados según su grado de «densidad», de los cuales el cuerpo terrestre es sólo uno. Los «cuerpos de materia sutil» (especialmente el «cuerpo astral») se consideran de otro mundo, ya que se supone que duran más que la existencia terrenal. En el ocultismo se afirma que con la ayuda de estos portadores se pueden emprender «viajes al más allá» (véase viaje astral). Las diversas tradiciones sobre este tema se resumieron en una doctrina uniforme en Teosofía, entre otras.
Según algunas ideas esotéricas, en un reino de otro mundo, la propia vida está a disposición del interesado como en una película, que puede volver a ver cada segundo a voluntad. La gente infeliz ve las partes malas una y otra vez, mientras que la gente feliz no tiene necesidad de hacerlo. Después de la muerte, se abre un túnel con una luz brillante al final, hacia la que te sientes fuertemente atraído. Después de atravesar el túnel, primero te saludan todos tus conocidos, parientes y amigos que ya han fallecido. La luz brillante es Dios. Las personas que están allí tienen el mismo aspecto que en la vida terrenal, sólo que mucho más hermoso. Todas las enfermedades y defectos físicos han desaparecido. Es un lugar completamente diferente a la tierra. Sin embargo, los que están en el otro lado pueden volver a la tierra y ver a los que están en este lado y también intervenir en la vida de este lado.
Prácticas que hoy se categorizan como esotéricas, en particular la adivinación de la suerte y la magia, ya se condenan enérgicamente en el Tanaj, las Sagradas Escrituras del judaísmo. Prácticamente todas las religiones del mundo lo rechazan, por ejemplo el Catecismo de la Iglesia Católica:

Deben rechazarse todas las formas de adivinación: uso de Satanás y demonios, nigromancia u otras acciones que erróneamente se piense que pueden «desvelar» el futuro. Detrás de horóscopos, astrología, quiromancia, interpretación de presagios y oráculos, clarividencia y consulta a un médium se esconde la voluntad de poder en el tiempo.

 La Iglesia Evangélica de Alemania escribe:

El esoterismo es rechazado por las iglesias porque se asocia con prácticas ocultas, espiritismo, OVNI creencia, etc.